# Rémy Riou
Rémy Riou (* 6. August 1987 in Lyon) ist ein französischer Fußballspieler.

## Karriere

### Verein
Seine Profikarriere begann er 2005 beim französischen Erstligisten Olympique Lyon. Für Lyon kam er lediglich in der Reservemannschaft zum Einsatz und gewann mit dem Team die Meisterschaft der Reserveteams 2006 des Championnat de France Amateur. Die Saison 2006/07 spielte er auf Leihbasis beim Erstligakonkurrenten FC Lorient, bevor er 2007 zum AJ Auxerre wechselte, wo er seither regelmäßig zum Einsatz kommt. Im Sommer 2011 wurde bekannt, dass er innerhalb Frankreichs zum FC Toulouse wechselt. Ohne einen Einsatz für die Mannschaft schloss er sich ein Jahr später dem FC Nantes an.
Im Sommer 2017 wurde er vom türkischen Erstligisten Alanyaspor verpflichtet. Nach einer Spielzeit zog er nach Belgien zu Sporting Charleroi weiter. Auf diese weitere einjährige Station folgten drei Spielzeiten im Kader von SM Caen, bevor er sich im Sommer 2022 erneut Olympique Lyon anschloss. Im Januar 2024 wechselte er ablösefrei zum Zweitligisten Paris FC.

### Nationalmannschaft
Riou gewann mit der französischen U-17-Auswahl durch einen 2:1-Sieg gegen Spanien die U-17-Europameisterschaft 2004, blieb während des Turniers als Ersatztorhüter hinter Benoît Costil aber ohne Einsatz. In den folgenden Jahren wurde er auch in die U-19- und U-21-Auswahl Frankreichs berufen.

## Erfolge
- U-17-Europameister: 2004
- Meister der Reserveteams des CFA: 2006